# マルカ

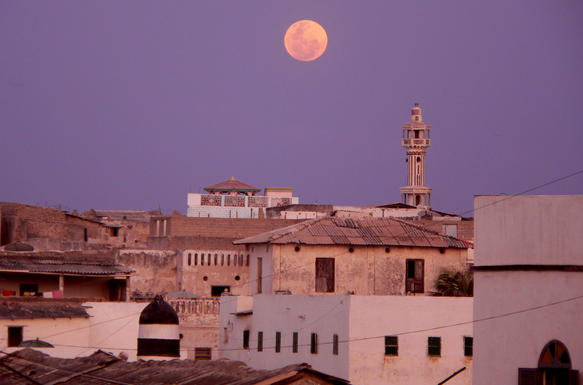
メルカのミナレットと月。

マルカ（ソマリ語：Marka。古ソマリ語ではMerkaもしくはMarcaとも）は、インド洋に面したソマリア南部に位置する港町。下部シェベリ地域の主要都市で、首都モガディシュから約70キロメートル南西に位置する。メルカとも。

## 概要
2008年の『エコノミスト』紙「Country Profile 2008 Somlia」は、ソマリアの主要都市として、ハルゲイサ、ベルベラ、キスマユと並べてマルカを挙げている。ソマリア内戦後は支配者が何度も変わっているが、2013年時点では、ソマリア政府軍の支配下となっている。

## 企業
- シャベレ・メディア・ネットワーク（英語版） マルカにある放送局。

## 歴史
マルカは地球上で最後の天然痘患者が出た場所であり、この病気はその患者アリ・マオ・マーランと接触の疑いがあった54,777人にワクチンを打つことで撲滅された。
2002年2月のソマリア暫定国民政府支配時期には、イタリアのNGO職員が殺害される事件がおきている。
2008年にはイスラーム武装勢力のアル・シャバブが占領した。2009年時点では、首都モガディシュまでの道路を含めて、アル・シャバブ の影響力が強かった。アル・シャバブの支配下となってからは、シャリーアに基づいているとされる厳しい政策が行われている。例えば2009年7月には近くの村ダンダベで起こった家畜泥棒の犯人に、マルカの裁判所は右手切断の刑罰を下している。また、2009年8月には、金歯・銀歯がイスラームの法に反するとして、住民からこれを抜き取って没収する処置が取られている。さらに2010年1月には国際連合世界食糧計画（WFP）の倉庫の食糧を焼き払っている。
アル・シャバブは2010年末頃から劣勢に転じ、重要都市を次々にソマリア政府軍に奪われている。2012年8月にはマルカもついにソマリア政府軍に奪われた。